# Soberanía tribal en los Estados Unidos
La soberanía tribal en los Estados Unidos es el concepto de la autoridad inherente de las tribus indígenas estadounidenses para gobernarse a sí mismas dentro de las fronteras de los Estados Unidos. Originalmente, el Gobierno federal de los Estados Unidos reconoció a las tribus indígenas americanas como naciones independientes y llegó a acuerdos políticos con ellas a través de tratados. A medida que Estados Unidos aceleraba su expansión hacia el oeste, crecía la presión política interna a favor de la "expulsión de los indios", pero el ritmo de la elaboración de tratados creció, no obstante. Luego, la Guerra Civil convirtió a los Estados Unidos en un país más centralizado y nacionalista, lo que alimentó un "asalto total a la cultura y las instituciones tribales" y la presión para que los nativos estadounidenses se asimilaran. En la ley llamada Indian Appropriations Act de 1871, sin ningún aporte de los nativos de Estados Unidos, el congreso prohibió cualquier tratado futuro: en lo sucesivo ninguna nación o tribu india dentro del territorio de los Estados Unidos será reconocida como una nación, tribu o poder independiente con quien los Estados Unidos pueda contratar mediante tratado. Los nativos estadounidenses se opusieron firmemente a esta medida. Actualmente, Estados Unidos reconoce a las naciones tribales como "naciones dependientes domésticas" y utiliza su propio sistema legal para definir la relación entre los gobiernos federal, estatal y tribal.

## La soberanía de los nativos estadounidenses y la constitución federal
La Constitución de los Estados Unidos menciona a las tribus nativas americanas tres veces:
- El artículo I, sección 2, cláusula 3 establece que Los Representantes e Impuestos directos se distribuirán entre los varios Estados ... excluyendo a los indios no gravados. Según los Commentaries on the Constitution of the United States, había indios, también, en varios, y probablemente en la mayoría, de los estados en ese período, que no eran tratados como ciudadanos y, sin embargo, no formaban parte de comunidades o tribus independientes, que ejercen soberanía general y poderes de gobierno dentro de los límites de los estados.
- El artículo I, sección 8 de la constitución establece que el Congreso tendrá el poder de regular el comercio con las naciones extranjeras y entre varios estados, y con las tribus indias, determinando que las tribus indias estaban separadas del Gobierno federal, los estados y naciones extranjeras;
- La Decimocuarta Enmienda, sección 2, enmienda la distribución de representantes en el artículo I, sección 2 anterior.

Estas disposiciones básicas han sido modificadas o aclaradas por varias leyes federales a lo largo de la historia de los Estados Unidos. Históricamente, regular significaba facilitar, más que controlar o dirigir en el sentido más moderno. Por tanto, el Congreso de estos Estados Unidos iba a ser el facilitador del comercio entre los estados y las tribus.
Estas disposiciones constitucionales, y las posteriores interpretaciones de la Corte Suprema, a menudo se resumen hoy en día en tres principios de la ley india estadounidense:
- Soberanía territorial: la autoridad tribal en tierras indígenas es orgánica y no la otorgan los estados en los que se encuentran las tierras indígenas.
- Doctrina del poder plenario: el Congreso, y no el Poder Ejecutivo o el Poder Judicial, tiene la máxima autoridad con respecto a los asuntos que afectan a las tribus indígenas. Los tribunales federales dan mayor deferencia al Congreso en asuntos indígenas que en otros temas.
- Relación de confianza: el Gobierno federal tiene el "deber de proteger" a las tribus, lo que implica (los tribunales han encontrado) las autoridades legislativas y ejecutivas necesarias para cumplir con ese deber.[7]

## Historia
Las tribus indígenas estadounidenses poseen autonomía de tal manera que sus leyes son superiores a las de los estados y solo son inferiores a las leyes federales, de acuerdo con los diversos dictámenes de la Corte Suprema de Justicia.
Sobre esto en el caso Worcester contra Georgia (1832) la Suprema Corte dictaminó que solo el Gobierno federal de los Estados Unidos tiene derecho a relacionarse con las tribus amerindias y no así los gobiernos estatales, esto por cuanto las tribus eran naciones soberanas que suscribieron tratados con el Reino Unido de Gran Bretaña del cual los Estados Unidos eran sucesores en el continente. Por ende, la relación entre tribus nativas y el resto de los Estados Unidos es «entre naciones». No obstante, las tribus indígenas seguían estando supeditadas ante el Gobierno federal y la Constitución de los Estados Unidos. Previamente ya la Corte Suprema había establecido esto durante el caso de la Nación Cheroqui contra Georgia de 1831 en que la primera demandó a los Estados Unidos presentando su caso ante la corte haciendo uso del derecho internacional al presentarse como una nación extranjera que demanda a otra. Los magistrados establecieron que la nación cheroqui y las demás tribus indígenas son efectivamente naciones por derecho propio, pero no son estados extranjeros y por lo tanto, no se les aplica el derecho internacional y que su relación con los Estados Unidos es la de un «protegido y su tutor».
En general, la jurisprudencia estadounidense plantea básicamente los siguientes criterios jurídicos respecto a la autonomía indígena:
- Las reservas indias son naciones autónomas pero no independientes de los Estados Unidos, por lo cual este maneja sus relaciones exteriores y acuñación de moneda.
- Sus leyes son válidas y aplicables en su territorio aunque contravengan las leyes estatales y solo están por debajo de la constitución y de las leyes federales expresamente dictadas para tal efecto.
- Solo el Gobierno federal puede interactuar con los Gobiernos tribales, no así los Gobiernos estatales.[11]
- El Congreso de los Estados Unidos es el único que tiene potestad para limitar esta autonomía y derechos, no así los congresos estatales.
- Todo aquello que no se diga expresamente en un tratado o ley federal que no pueda ser hecho por una tribu indígena, se entenderá como parte de la soberanía autónoma de la misma y podrá regularlo según su criterio.

Respecto a la aplicación de la ley, ya desde el siglo XIX se crearon las primeras policías tribales para mantener el orden dentro del territorio. Actualmente casi todas las reservas indias poseen sus propias cortes llamadas cortes tribales. En el caso Iron Crow contra la tribu Oglala Sioux donde una pareja de amantes condenados por adulterio según la ley tribal apeló el castigo ante la Suprema Corte argumentando que eran ciudadanos estadounidenses y ni la ley federal ni la estatal castigaban el adulterio, la corte estableció que estaba entre las potestades de la tribu aplicar sus propias leyes y mantuvo la condena. A la inversa en Oliphant contra la tribu suquamish la corte estableció que la jurisdicción tribal no aplica sobre no amerindios, así que las leyes y castigos implementados por las cortes tribales no pueden aplicarse a personas de otras etnias, si bien tienen el derecho a expulsar de sus tierras a los que consideren indeseables.
Dado este criterio de autonomía diversas tribus amerindias estadounidenses han creado actividades lucrativas como casinos, que son ilegales en muchos estados.